# 坂田站 (平南铁路)
坂田站，位于中国广东省深圳市龙岗区坂田，为平南铁路的四等站，离平湖站17公里，离深圳西站18公里。该站于1993年启用，目前由广州铁路（集团）公司（简稱广铁）平南铁路有限公司管辖。

## 使用情况
坂田站是平南铁路的中间站，現時不办理客运业务，货运办理普通整车货物的发送、到达，以及大件货物到达业务。主要办理发到货物品类为粮食、化肥、化工、纸及钢铁类。站内设有1条正线、3条到发线。车站货场面积为4.3万平方米，设有2条货物线、20栋仓库。

## 历史
坂田站于1993年建成启用，1994年开办客运。2009年春运期间车站曾作为深圳西站的分流车站，有5趟列车停靠。2010年春运期间则临时停办客运业务。從2007年至2013年12月28日，本站只有上行列車停靠，所有下行往深圳西站的列車均不在此站停靠。
2013年12月28日起，本站取消客运。

## 资料来源
1. ↑  GB/T 10302-2010：中华人民共和国铁路车站代码（代替GB/T 10302-1988）．2010年9月2日公布，2010年12月1日实施．中华人民共和国国家质量监督检验检疫总局、中国国家标准化管理委员会: 3．
2. ↑  .   [2020-10-04]. （原始内容存档于2016-03-04）.
3. ↑  10月拍车：行走平南线&平盐线[永久]
4. ↑  . 深圳市交通运输局. 2014  [2019-09-28]. （原始内容存档于2019-09-28）.
5. ↑  . 中国铁路95306网.   [2019-09-28]. （原始内容存档于2018-09-14）.
6. ↑  . 搜狐网. 2012-10-09  [2019-09-28]. （原始内容存档于2019-09-28）.
7. ↑  . 南方都市报 (凤凰网). 2013-12-20  [2019-09-28]. （原始内容存档于2019-09-28）.